# ريتشارد إل. ويلدون
ريتشارد إل. ويلدون هو سياسي كندي، ولد في 26 ديسمبر 1932 في هاليفاكس في كندا، وتوفي في 25 يوليو 2020. نشط حزبياً في جمعية المحافظين التقدمية لنوفا سكوشا.